# Силин, Николай Андреевич
Никола́й Андре́евич Си́лин (9 мая 1937, Камень-на-Оби — 7 января 2009) — токарь Новосибирского производственного объединения «Север» Министерства среднего машиностроения СССР. Герой Социалистического Труда (10.03.1981).

## Биография
9 мая 1937 году в городе Камень-на-Оби в семье рабочего родился Николай Силин. В 1960 году поступил на работу токарем в Новосибирское производственное объединение «Север».
За время своей трудовой деятельности Силин перевыполняет планы развития народного хозяйства.
Закрытым Указом от 10 марта 1981 года за перевыполнение плана работы пятилетки и большой вклад в производственную деятельность Николай Силин был удостоен звания Герой Социалистического Труда с вручением Ордена Ленина и золотой медали «Серп и Молот».
С начала 2000-х находился на пенсии.
Проживал в Новосибирске. Умер 7 января 2009 года. Похоронен на Северном (Пашинском) кладбище (квартал 17).

## Награды
Имеет следующие награды, за трудовые успехи:
- Герой Социалистического Труда (10 марта 1981);
- Орден Ленина (10 марта 1981);
- Орден Ленина (29 марта 1976).

Победитель социалистических соревнования (1977, 1978, 1979).
Одному и первых ему присвоено звание «Ударник коммунистического труда».